# Soltész Rezső
Soltész Rezső (Budapest, 1945. április 19. –) Fonogram-díjas magyar énekes, dalszerző, szövegíró, lapkiadó.

## Életpályája
1963-ben kezdett zenélni amatőr zenészként a Rangers együttesben. 1968-ban a Ki mit tud? után megalakult Corvina együttes vezetője lett. 1972-ben részt vett a táncdalfesztiválon. A Corvina megszűnése után 1978-ban megalapította az Oxigén együttest, 1979-ben pedig szólóénekesi pályára lépett. Az 1981-es táncdalfesztiválon a Szóljon hangosan az ének! című slágerével aratott sikert, amely dal 1982-ben az azonos című nagylemez egyik számaként is megjelent.
2000-ben vehette át a Magyar Köztársaság Elnökének Aranyérmét, példamutató, kiváló művészi tevékenységéért és az értelmi fogyatékosok jobb társadalmi beilleszkedéséért folytatott tevékenységéért.
2021-ben feldolgozta a Brian élete című vígjáték Eric Idle által írt betétdalát, Nézd az élet jó oldalát címmel. A videóklipben több neves, hazai művész is közreműködött.
2022-ben megjelent videóklipje a 67-es út, amellyel az előadó a Republic együttes több mint 30 éves munkásságát méltatja.

## Lapkiadói tevékenysége
Kiadói tevékenységéhez alapította 1994-ben a Soltész Reklám Kft.-t, amely a magazinok kiadásán kívül lemezeket ad ki, és rendezvényszervezéssel foglalkozik.
Első lapja a Sky Magazin volt, majd elindította a Sztereó és a Gitár című lapokat. 1996-ban újraindította az öt évvel azelőtt megszűnt Film Színház Muzsika magazint, Film Színház Muzsika Televízió címmel. A havilap hat számot ért meg, majd a veszteségek miatt a szerkesztőség és a menedzsment között megromlott a viszony. Megválva a korábbi szerkesztőségtől Film Színház Muzsika Kultúra címmel folytatta a lap kiadását, amely szintén hat számot ért meg 1996. július–december között.
Lapkiadó kft.-je az alábbi magazinokat adta ki (2009-ben):
- Zenészmagazin
- Gitár
- Médiatechnika
- FotoVideo Magazin
- Sztereó sound & vision Magazin
- Digitális Házimozi Magazin
- AudioVideo Trend Magazin
- Black and White

## Családja
Idősebb Soltész Rezső és Struczky Gabriella gyermekeként született. Apja filmforgalmazási szakember, nagyapja, Soltész Endre producer és gyártásvezető volt, akinek a nevéhez fűződik az első magyar hangosfilmek néhány darabja.
1966-ban házasodott össze feleségével, Lamm Judittal, aki 2019-ben hunyt el. Házasságából két lánya született: Ágnes (1967) és Judit (1971).

## Díjai, elismerései
- A Schlagerfestival Dresden közönségdíjasa (1980)[13]
- Popmeccs – Az év énekese (1981, 1982, 1983)
- A bulgáriai Arany Orfeusz nemzetközi dalfesztivál első díja (1982)
- Nemzetközi popfesztivál – Independence, Baldwin és Oklahoma City: két Grand Prix, egy első díj és három közönségdíj (1982)
- Kansas állam díszpolgára (1982)
- A Made in Hungary dalverseny díja (1983)
- A cavani fesztivál díja (1983)[14]
- Tessék választani! – Első díj (1982)
- A Magyar Köztársaság Elnöki Aranyérem (2000)
- Szenes Iván-díj (2024)
- Fonogram-életműdíj (2025)

## Nagylemezei
- Kodex Corvina – csehszlovák kiadás, angol nyelven (1980)
- Robot Love – csehszlovák kiadás, angol nyelven (1981)
- Szóljon hangosan az ének (1982)
- Valahol már találkoztunk (1983)
- Jókedvű vagyok (1984)
- Római vakáció (1985)
- Férfivilág (1987)
- Boldog karácsonyt (1989)
- Végre rád találtam
- A szerelem útjain (1990)
- Best of Soltész Rezső (1991)
- Soltész 10 (1994)
- Gondolsz-e majd rám (válogatás)
- Jubileum (1996)
- Az élet szép (2000)
- Rejtély (2008)
- Akit szeretnek (2020)[15]
- Vár reánk az ünnep (2020)[16]
- Érzem jön a karácsony (2021)
- Csillagok (2022) – online lemez[17]

## Kislemezei[18]
- Pajtás (1970)
- Nézd a zöld réteket (1972)
- Szóljon hangosan az ének (1981)
- Rock és a Boogie (1982)
- Szeretettel küldöm a nótákat/Várlak (1982)
- Várj (1983)
- Te vagy, aki nekem hittél/Vár az út (1984)
- Táncolj velem, barátom (1985)
- Rólad álmodozni jó/Hóesésben (1985)
- Ne szólj/Ez mind Soltész (1986)

## Corvina lemezek
- Corvina
- Utak előtt, utak után
- CCC
- Corvina (OPUS, Bratislava kiadás, angol nyelven, 1975)
- Egy viharos éjszakán (1989)

## Filmek
- Valami Amerika (2023)

## Portré
- Hogy volt?! – Soltész Rezső (2017)
- Azok a régi csibészek – Soltész Rezső (2019)
- Kontúr – Soltész Rezső (2023)